# Monumento natural Isla Palacio
El monumento natural provincial Isla Palacio, también llamado isla Palacio —e incorrectamente isla Palacios—, es un mogote insular de selva atlántica localizado en el municipio de Puerto Libertad, departamento Iguazú, zona norte de la provincia de Misiones, extremo norte de la región mesopotámica del nordeste de la Argentina. 

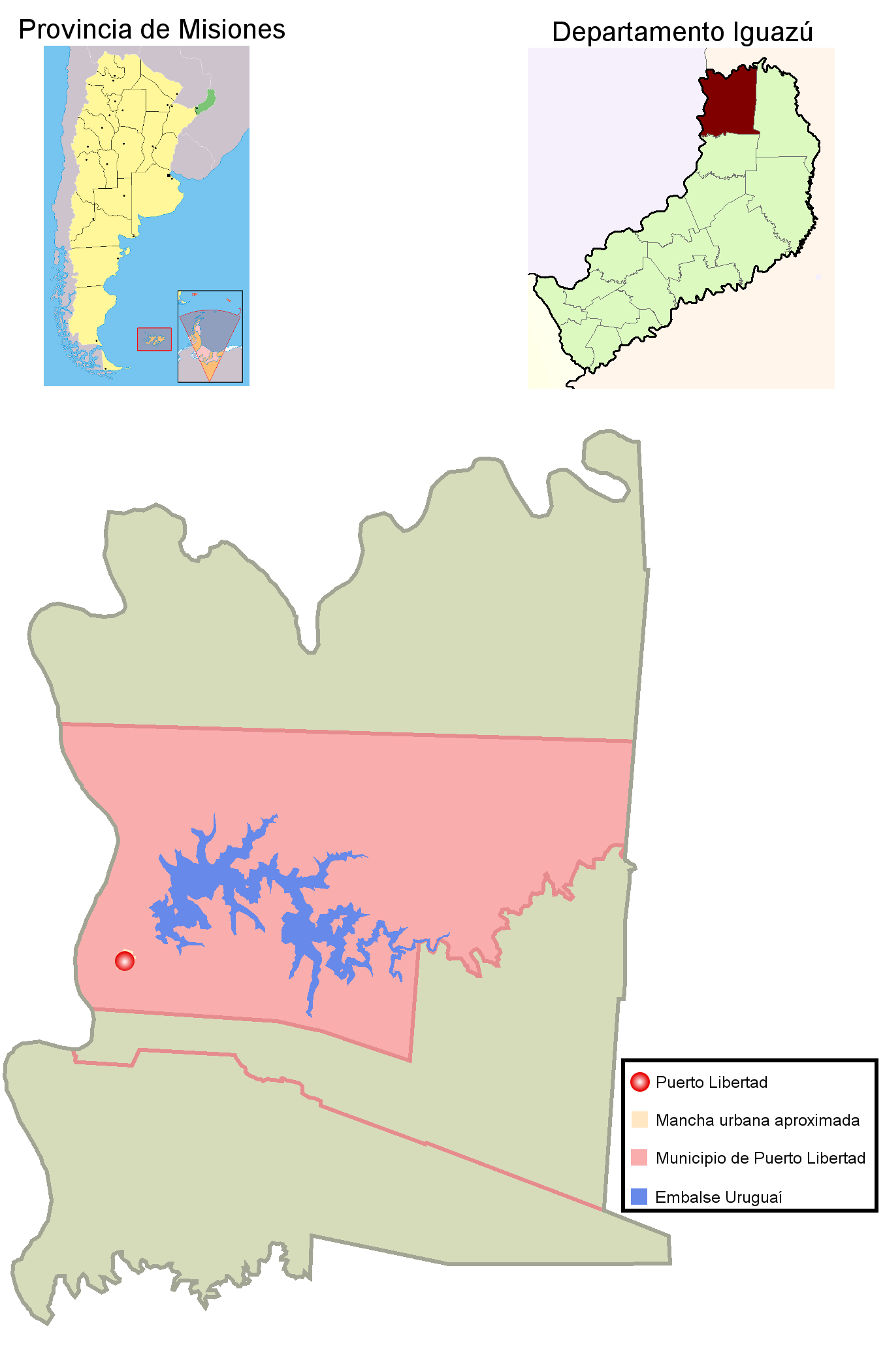
Área del municipio de Puerto Libertad, donde se observa en su parte central el lago de la represa Urugua-í, y en el sector oriental del mismo a la isla Palacio.

## Generalidades
Esta isla está situada dentro del lago formado por la represa de Urugua-í, sobre el arroyo homónimo, el cual drena sus aguas al cercano río alto Paraná, perteneciente a la cuenca del Plata. 
Su centro se halla en las coordenadas: 25°53′31.89″S 54°24′37.80″O / -25.8921917, -54.4105000, a una altitud de 220 m s. n. m. Posee un largo de 2080 metros, un ancho máximo de 1000 m, y una superficie de alrededor de 167 hectáreas (varía según el nivel del lago, el cual está condicionado por los regímenes de lluvia).
Su carácter insular se presentaba ya antes de la creación del lago artificial. Se originaba en la particularidad que en su tramo medio, el antiguo arroyo Urugua-í presentaba allí dos brazos: el más corto —el Urugua-í principal— era el izquierdo, mientras que el derecho (norte) daba una larga vuelta contorneando a la isla durante 12 km hasta volver a unirse con las aguas del otro brazo a 100 metros aguas abajo de una cascada; este brazo era denominado arroyo Palacio, y se lo navegaba en modo “a camalote” (a la deriva), lo que implicaba unas 3 h. Originalmente la superficie insular total aproximada era de alrededor de 1600 ha.
Clima
Su clima es el semitropical húmedo, con registros pluviométricos anuales que rondan los 1900 mm. En algunos inviernos pueden llegar a ocurrir suaves heladas de pocas horas de duración, pero el microclima que, como en toda foresta, se produce por la retención del calor diurno que la alta y densa canopia conserva durante las noches, hace que el sotobosque prácticamente este libre de ellas, factor protector que se ha visto incrementado luego del llenado del lago, gracias a la acción morigeradora de sus aguas. 
Litoral
Sus costas presentan penínsulas y bahías, las que fueron bautizadas con nombres toponímicos para facilitar el trabajo con GPS. El desembarco se produce en su extremo sur, en el denominado Campamento y estación biológica “Pato Serrucho”. Desde allí, partiendo hacia el noroeste y siguiendo la dirección de las agujas del reloj, se presenta la costa de los Carpinchos (con dormideros importantes de este roedor), luego la bahía de las Pacas (donde ese roedor es frecuente), posteriormente la bahía Palacio (allí se encontraba el barrero Palacio), de la que nace la península Yaguareté, al norte de esta está la costa del Paso (ese felino cruzaba al continente por allí), y luego de rodear el extremo peninsular se llega a la bahía de los Tapires (donde esa especie cruza al continente), la que cierra por el sur a la península. Desde esta bahía nace hacia el sur otra península en la costa de los Aningas (especie que allí nidifica), cerrada luego por la bahía de los biguaes (donde esa especie asentó 900 nidos en 2003). Finalmente, el tramo rectilíneo de la costa de los Troncos (pues allí el viento deposita los que flotan) completa la circunvalación al concluir en el Campamento Pato Serrucho. Dicho sitio se conecta con el extremo opuesto de la isla (la punta final de la península Yaguareté) mediante la transecta “Andrés Giai”, de la cual parte por ambos lados transectas secundarias que concluyen en cada uno de los puntos nombrados anteriormente.

## Etimología toponímica e historia

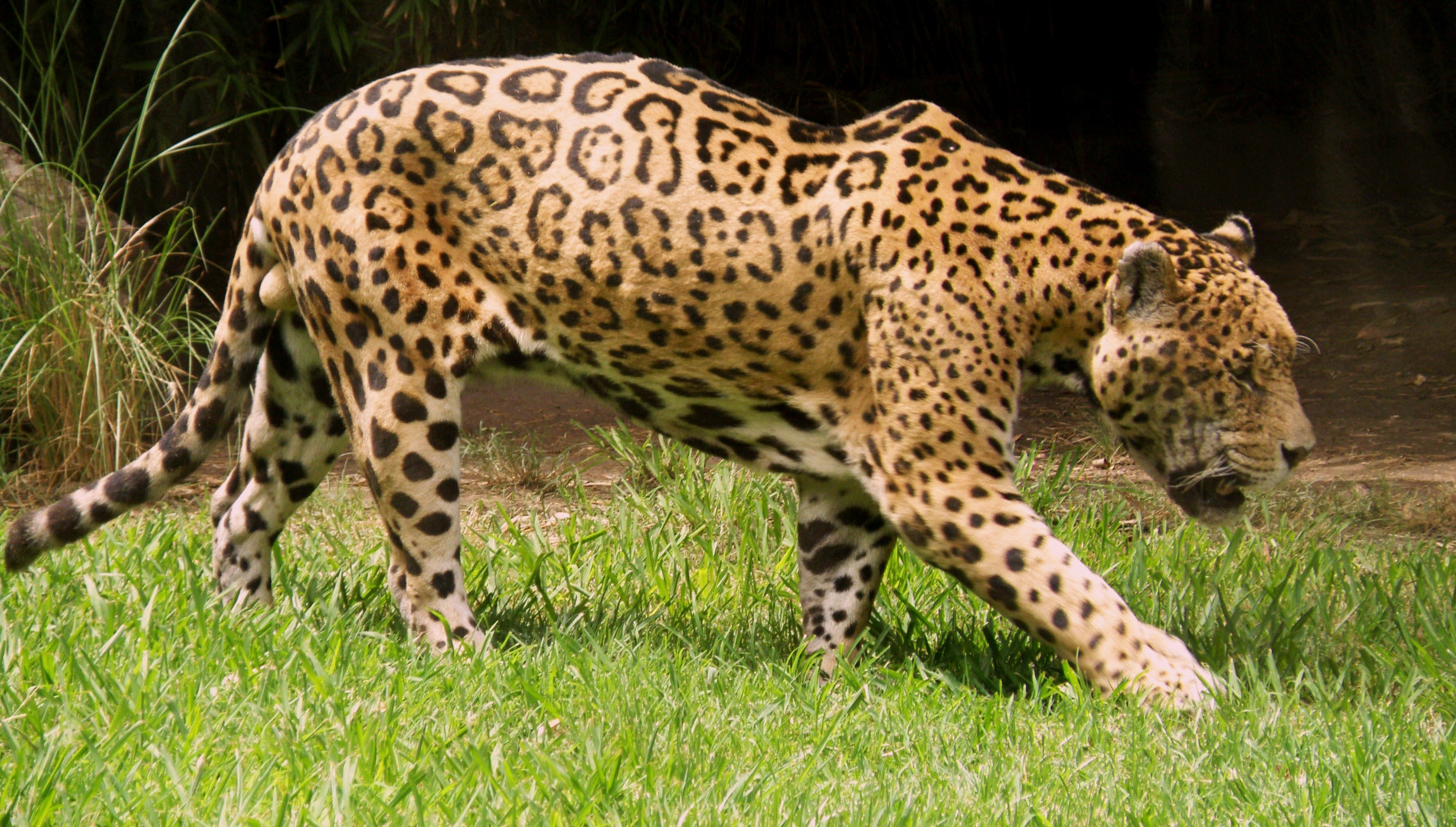
Al ser una especie buena nadadora, ejemplares continentales del yaguareté austral suelen visitar a la isla Palacio.

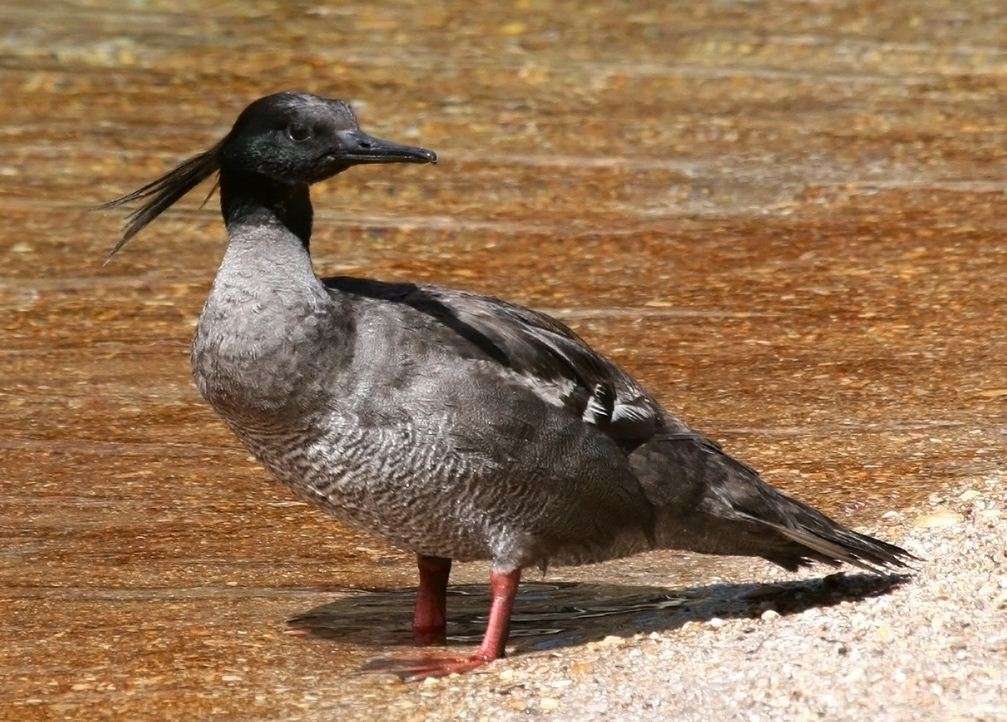
La zona que rodea a esta isla fue el último lugar de la Argentina que mantuvo ejemplares del esquivo pato serrucho.

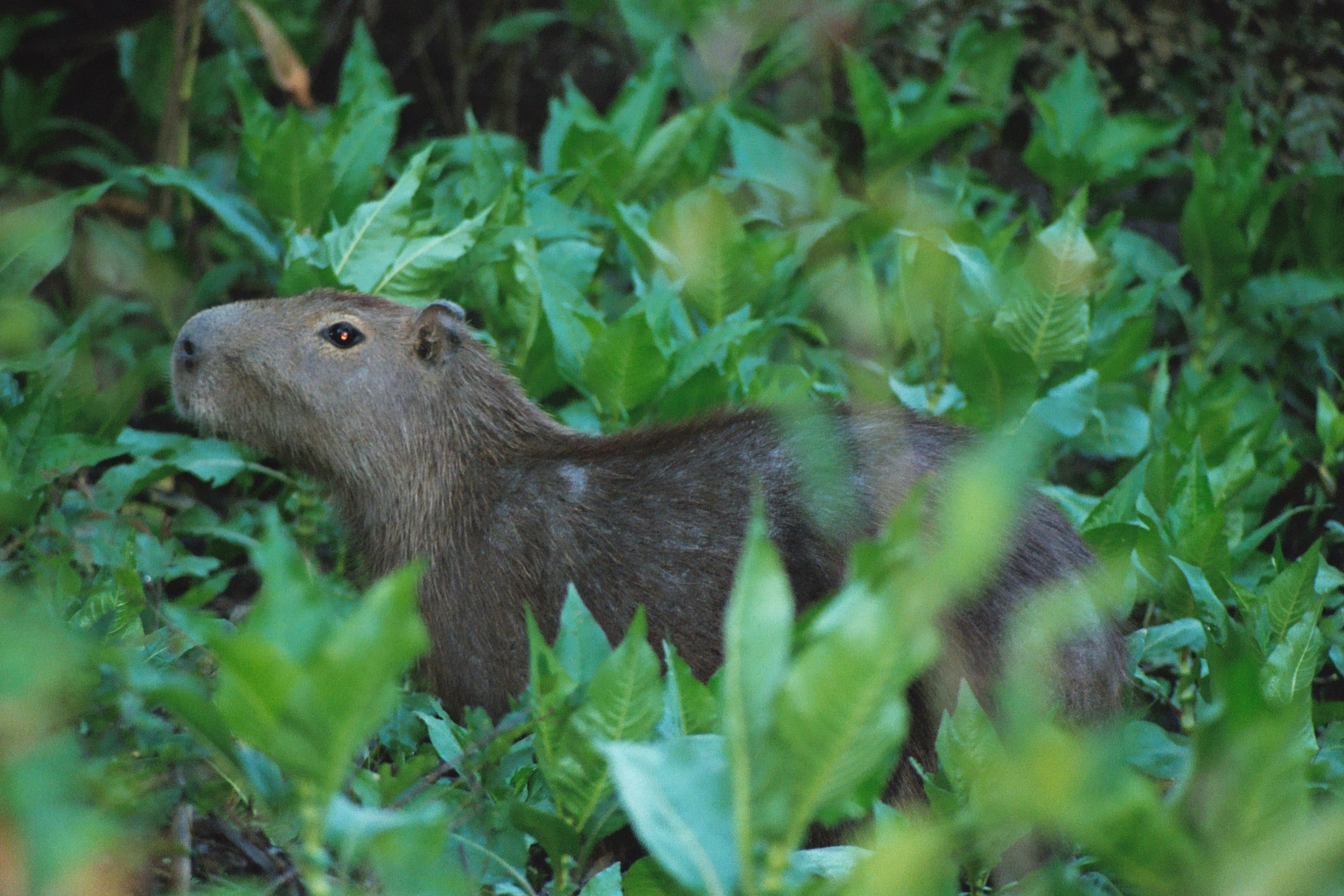
Un ejemplar de carpincho, especie frecuente en la isla.

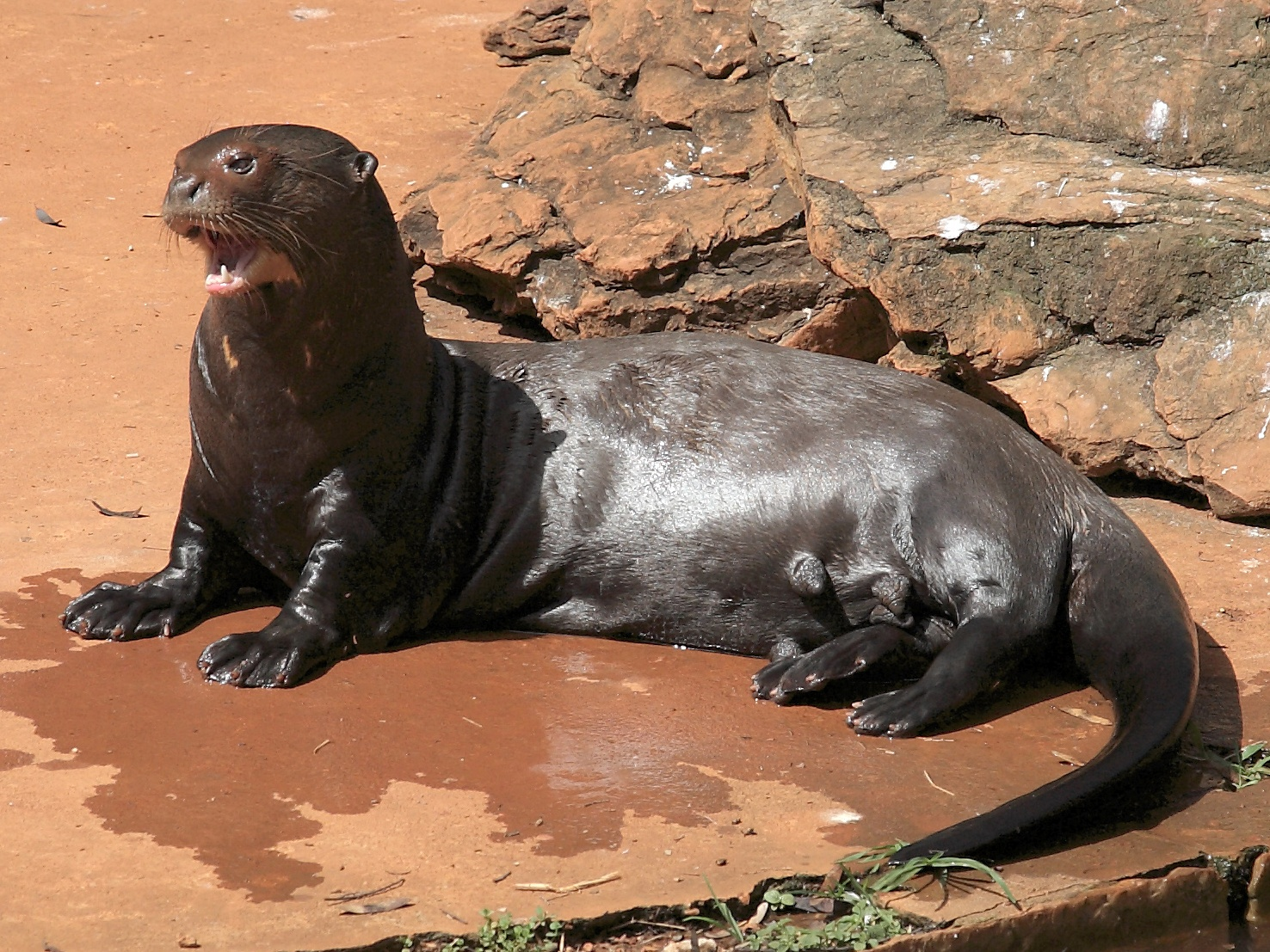
La zona que rodea a esta isla fue el último lugar de la Argentina que mantuvo ejemplares del lobo gargantilla o nutria gigante.

Etimológicamente, este topónimo se le otorgó a la isla por extensión del barrero Palacio el cual se encontraba en su interior. Esa denominación se habría originado en la década de 1940 por una exclamación —“Pero esto es un palacio”— hecha por su descubridor, un mítico cazador de yaguaretés y baqueano paraguayo afincado en la zona llamado Perfecto Rivas, al encontrar en el medio de la selva un enorme “barrero”, término local con el que se designa a sitios selváticos donde aflora naturalmente agua salobre, por lo que los grandes animales de la selva (tapires, pecaríes, cérvidos, etc.) lo frecuentan para satisfacer sus necesidades de este producto —elemento naturalmente muy raro en la región— lamiendo de manera impulsiva los barros. Además del barrero principal, contaba con otros, tanto en sus costas como en su interior.
Durante mediados del siglo XX, la cuenca baja y media del arroyo Urugua-í fue un imán para los científicos. Andrés Gaspar Giai y William Partridge colectaron en la zona abundantes ejemplares de la mayor parte del elenco de aves, mamíferos, anfibios, reptiles, e invertebrados regionales, nutriendo las colecciones del museo de ciencias naturales más importante del país el Museo Argentino de Ciencias Naturales Bernardino Rivadavia (MACN) de Buenos Aires. Continuaron colectando Orfila en el año 1954 y, décadas después, Genise, Hernández, Tricio y Camarero, en 1986.
En la década de 1960 se emprendió una campaña para proteger a perpetuidad la zona, la que fue encabezada por el ing. Jorge Dimitri (representando a la Administración de Parques Nacionales) junto con los doctores Jorge A. Crespo y José María Gallardo (del Museo Rivadavia). La idea era firmar un convenio con Pérez Companc S.A. para conservar la isla, pero el proyecto no arrojó resultados positivos. 
En la primera mitad de la década de 1980, un grupo de jóvenes naturalistas liderado por Juan Carlos Chébez volvió a emprender campamentos científicos en la isla para dilucidar el inventario biológico de la cuenca, posiblemente entre la más biodiversa del país. En esos años, en esta parte del arroyo Urugua-í se realizaron los últimos avistamientos en la Argentina del pato serrucho y del lobo gargantilla o nutria gigante.
Originalmente la superficie insular total aproximada era de alrededor de 1600 ha, de la que el 90 % quedó sumergido para siempre a raíz de la construcción, en la década de 1980, de la represa “dique Norberto Veloso”, la que inundó casi 10 000 ha, todo el tramo medio del arroyo, el curso fluvial interno misionero más caudaloso y extenso, además de la mayor cuenca provincial exclusiva, perdiéndose de este modo una de las áreas argentinas más ricas en biodiversidad, sin que se haya podido estudiar por completo las especies que lo integraban.
La isla se encuentra rodeada por el “paisaje protegido Lago Urugua-í”. Si bien su elenco faunístico fue en parte diezmado, y su selva despojada de la mayoría de sus grandes ejemplares arbóreos, la isla fue declarada monumento natural provincial, no sólo para conservar el relicto remanente, sino también para perpetuar el lugar que fuera visitado por aborígenes, lugareños, aventureros, exploradores, naturalistas y científicos como una referencia cultural, histórica y folclórica. 
La declaración de monumento natural misionero se realizó mediante la ley provincial n.º 3302 (hoy XVI-N.º 41 3302), sancionada el 11 de julio de 1996. También fue declarada un Área de Alto Valor de Conservación (AVC1).

ARTÍCULO 3.- Declárase Monumento Natural, de acuerdo a la Ley XVI - Nº 29 (Antes Ley 2932) y sus modificatorias a la isla Palacios, ubicada dentro del embalse Urugua-í, pudiendo efectuar la autoridad de aplicación, por sí misma o a través de terceros, bajo su directa supervisión técnica y científica, trabajos de repoblación únicamente con especies autóctonas.

Gracias a un permiso provincial, el naturalista Jorge Anfuso y su señora Sivia Elsegood, administradores del centro de rescate, rehabilitación y recría de la fauna silvestre misionera “Güirá Oga”, desde mayo de 1998 emplean a la isla como plataforma intermedia para adaptar a los ejemplares que llegan a la institución, con el objetivo final de reintroducirlos finalmente en el continente. Ya se han efectuado sueltas y recapturas de gato margay coatíes y monos caí oscuros.

## Riqueza biológica
Ecorregionalmente pertenece a la ecorregión terrestre selva paranaense.
Las aguas que la rodean, y la de sus arroyos interiores, se incluyen en la ecorregión de agua dulce Paraná inferior. Particularmente, las aguas del arroyo-lago poseen una ictiofauna particular, con numerosos endemismos.

### Flora
Si bien su selva en el pasado sufrió explotación forestal, aún conserva centenarios árboles nativos, conformando una selva secundaria, recorrida por arroyos interiores; el paisaje es similar en las costas continentales linderas. Según la clasificación de Ángel Lulio Cabrera, fitogeográficamente pertenece al distrito fitogeográfico de las selvas mixtas, perteneciente a la provincia fitogeográfica paranaense. 

### Fauna
Ejemplares continentales del yaguareté austral, al ser una especie buena nadadora, visitan permanentemente la isla. También es posible observar tapires, carpinchos y monos caí oscuros.
Abundan diversas aves de la selva y acuáticas como patos, garzas y biguás; estas últimas emplean los troncos secos que forman un cinturón enderredor de la isla, para situar allí sus nidos. En sus playas también se encuentran tortugas acuáticas y yacarés overos.

## Acceso
Al ser esta isla un sitio muy apetecido por cazadores y pescadores furtivos, es un lugar intangible, al que sólo se puede llegar mediante un permiso especial, careciendo de habitantes humanos. Para acceder a la misma sólo es posible hacerlo en lancha, partiendo desde la sede de la “Policía Lacustre” que se encuentra en proximidades del dique, y desde allí navegando durante alrededor de una hora por el lago con rumbo hacia el oriente. A mitad de camino se bordea la “isla del Sol”, de dimensiones mucho menores, a partir de ese punto la navegación se hace más peligrosa en razón de la gran cantidad de troncos secos y sumergidos, son los otrora altos árboles, que permanecieron sin ser apeados previo al llenado del vaso del embalse, muriendo ahogados, en pie.